# Lafrançaise
Lafrançaise (La Francesa in occitano) è un comune francese di 2 926 abitanti situato nel dipartimento del Tarn e Garonna nella regione dell'Occitania.

## Società

### Evoluzione demografica
Abitanti censiti

## Amministrazione

### Gemellaggi
Lafrançaise è gemellata con:
- Castell'Alfero, Italia